# Nor Carangas
Nor Carangas is een provincie in het departement Oruro in Bolivia. De provincie heeft een oppervlakte van 870 km² en heeft 5.502 inwoners (2012). De hoofdstad is Huayllamarca.
Nor Carangas bestaat uit één gemeente: Huayllamarca (identisch met de provincie).
Atahuallpa · 
Carangas · 
Cercado · 
Eduardo Avaroa · 
Ladislao Cabrera · 
Litoral de Atacama · 
Nor Carangas · 
Pantaléon Dalence · 
Poopó · 
Puerto de Mejillones · 
Sajama · 
San Pedro de Totora · 
Saucarí · 
Sebastián Pagador · 
Sud Carangas · 
Tomas Barrón